# Eumekius amplicollis
Eumekius amplicollis är en mångfotingart som beskrevs av Henri W. Brölemann 1923. Eumekius amplicollis ingår i släktet Eumekius och familjen Spirostreptidae. Inga underarter finns listade i Catalogue of Life.